# 壽寧話
寿宁话是闽语闽东片的一种方言，通行于福建省宁德市的寿宁县。在语言学中，寿宁话属闽东语福宁小片，以鳌阳镇的口音为标准口音，与福安话可以互通。
寿宁话虽属闽东片的一种方言，但由于地处山区、交通不便，保留了不少古代闽东片的特点，使得寿宁话独具特色。在寿宁与南平市接壤的地区有说闽北片政和话的人；与浙江省接壤的部分地区，有说泰顺蛮讲（俗称平讲）的人，这些地区的人也会讲寿宁话，但都带有自己独特的腔调。
中华人民共和国成立以后，当地政府大力推广普通话，使得寿宁话的音韵正在加速向普通话靠拢。

## 音韵体系
2003年钟逢帮在碩士論文調查，記錄聲母15個,韻母45個和7个声调（發音人：60歲的叶细贞，寿宁县犀溪乡人，退休教師）。此與1990年代寿宁县志紀錄相同。2010年秋谷裕幸調查距離縣城32公里的壽寧縣斜灘鎮音系，記錄了聲母17個、韻母49個，7個聲調（發音人：郭恩清，1952年生，茶葉廠商人；郭振生，1947年生，斜灘食品站職工）。

### 声调
| 標號 | 1       | 2       | 3       | 4       | 5         | 6     | 7     |
| 調類 | 陰平    | 陽平    | 上聲    | 陰去    | 陽去      | 陰入  | 陽入  |
| 音值 | ˧˧ (33) | ˩˩ (11) | ˦˨ (42) | ˨˦ (24) | ˨˩˨ (212) | ˥ (5) | ˨ (2) |
| 例字 | 詩機    | 時其    | 死紀    | 四記    | 是忌      | 錫急  | 食極  |

## 连读音变
寿宁话连读音变有连读变调、连读变声、连读变韵三种情况。其中连读变调最为常见，连读变声和连读变韵仅在少数字词中出现。
两字拼合组成一个词时，前一个字因后一个字的声调而发生声调变化，后字则一律不变调。这种现象被称为“连读变调”。
寿宁话连读变调规律如下：
- 阴平、阳平、阴入与任意声调连读均不变调。
- 上声、阴去与任意声调连读时调值均变为55。
- 阳去、阳入与任意声调连读时调值均变为33。